# 揆文裦
揆文裦（？—？），是一名清朝政治人物。
揆文裦曾于乾隆年间接替冯拭任邵武府知府一职，乾隆二十五年（1760年）由张琦接任。